# Малиновка (Лисковський район)
Малиновка (рос. Малиновка) — присілок в Лисковському районі Нижньогородської області Російської Федерації.
Населення становить 193 особи. Входить до складу муніципального утворення Леньковська сільрада.

## Історія
Від 2009 року входить до складу муніципального утворення Леньковська сільрада.

## Населення
| 2002 | 2010 |
| ---- | ---- |
| 189  | ↗193 |